# Dyschirus compactus
Dyschirus compactus är en skalbaggsart som beskrevs av Carl Hildebrand Lindroth. Dyschirus compactus ingår i släktet Dyschirus och familjen jordlöpare. Inga underarter finns listade i Catalogue of Life.